# Saint-Flour (Cantal)
Saint-Flour (wym. [sɛ̃fluʁ]) – miejscowość i gmina we Francji, w regionie Owernia-Rodan-Alpy, w departamencie Cantal.
Według danych na rok 1990 gminę zamieszkiwało 7417 osób, a gęstość zaludnienia wynosiła 273 osoby/km² (wśród 1310 gmin Owernii Saint-Flour plasuje się na 25. miejscu pod względem liczby ludności, natomiast pod względem powierzchni na miejscu 273.).